# Форхтенберг
Форхтенберг (њем. Forchtenberg) град је у њемачкој савезној држави Баден-Виртемберг. Једно је од 16 општинских средишта округа Хоенлое. Према процјени из 2010. у граду је живјело 5.020 становника. Посједује регионалну шифру (AGS) 8126028.

## Географски и демографски подаци
Форхтенберг се налази у савезној држави Баден-Виртемберг у округу Хоенлое. Град се налази на надморској висини од 223 метра. Површина општине износи 38,1 km². У самом граду је, према процјени из 2010. године, живјело 5.020 становника. Просјечна густина становништва износи 132 становника/km².